# Kabinett de Klerk

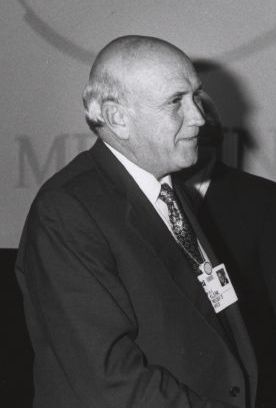
Frederik de Klerk (1992)

Die Mitglieder des südafrikanischen Kabinett De Klerk kamen im September 1989 in ihre Regierungsämter. Im Verlauf der Amtsperiode kam es zu mehreren Umbesetzungen und Ressortumbildungen. Staatspräsident der Republik Südafrika und zugleich Regierungschef war Frederik Willem de Klerk. Seine Amtseinführung mit der Vereidigung erfolgte am 20. September 1989.

## Kabinettszusammensetzung seit 1990
Das Kabinett De Klerk war seit März 1990 wie folgt zusammengesetzt:

| Geschäftsbereich | Minister | Vizeminister |
| --- | --- | --- |
| Staatspräsident der Republik Südafrika / State President of the Republic of South Africa | Frederik Willem de Klerk, NP                                                                                                | |
| Verwaltung und Privatisierung / Administration and Privatization | Willem Johannes de Villiers                                                                                                 | |
| Landwirtschaft / Agriculture | Jacob de Villers Kraai van Nierkerk, (seit 1991) NP                                                                         | |
| Verfassungsentwicklung, Planung und Volksbildung / Constitutional Development and Planning and National Education | Gerrit Viljoen, NP | für Constitutional Development: Jacobus Tertius Delport, NP für Constitutional Development and of National Education: Roelof Petrus Meyer, NP |
| Verteidigung / Defence Verteidigung und Kommunikation / Defence and Communication | Magnus Malan, NP Roelof Petrus Meyer, NP                                                                                    | |
| Bildung und Entwicklungshilfe / Education and Development Aid | Stoffel van der Merwe, (1989–1991) NP Samuel Johannes de Beer, (seit September 1991, seit 1984 im Ressort Vizeminister) NP  | Pieter Gabriel Marais, NP |
| Umwelt und Wasser / Environment and Water | Gert Kotzé, NP | |
| Finanzen / Finance | Barend Jacobus du Plessis, NP                                                                                               | Georg Marais, (Dezember 1986–1991) NP |
| Internationale Angelegenheiten / Foreign Affairs | Roelof Frederik Botha, NP                                                                                                   | Renier Stephanus Schoeman, (1991–?) NP |
| Innere Angelegenheiten / Home Affairs | Gene Louw, (1989–1992) NP                                                                                                   | |
| Justiz / Justice | Kobie Coetsee, NP | Daniel Pieter Antoine Schutte, (1989–?) NP |
| Recht und Ordnung / Law and Order | Adrian Johannes Vlok, (1986–1991) NP ab 1991 Hernus Kriel, NP                                                               | Johannes Hendrikus Lodewyk Scheepers (1990–1992), NP                                                                                          |
| Arbeitskräfte / Manpower | Eli Louw, NP | |
| Rohstoffe, Energieangelegenheiten und Öffentliche Unternehmen / Mineral and Energy Affairs and Public Enterprises Wirtschaftliche Zusammenarbeit und Öffentliche Unternehmen / Economic Co-ordination and Public Enterprises Öffentliche Unternehmen / Public Enterprises | Dawie de Villiers, (1989–April 1991) NP Dawie de Villiers, (seit 8. April 1991) NP Dawie de Villiers, (seit Januar 1992) NP | |
| Volksgesundheit, Bevölkerungsentwicklung / National Health and Population Development | Rina Venter, NP | |
| Planung und Provinzangelegeneheiten / Planning and Provincial Affairs Planung, Provinzangelegenheiten und Nationaler Wohnungsbau / Planning, Provincial Affairs and National Housing                                                                                      | Hernus Kriel, (1989–1991) NP Leon Wessels, (1991–1992) NP                                                                   | für Provincial Affairs: Jacobus Tertius Delport, NP                                                                                           |
| Handel und Industrie und Tourismus / Trade and Industry and Tourism Handel, Industrie und Tourismus / Trade, Industry and Tourism Wirtschaftskoordinierung, Handel und Industrie / Economic Co-ordination and Trade and Industry (seit Dezember 1991)                     | Kent Durr seit 1991 Georg Marais, NP ab Dezember 1991 Derek Lyle Keys, parteilos                                            | |
| Verkehr, Öffentliche Arbeiten und Landangelegenheiten / Transport and Public Works and Land Affairs | George S. Bartlett | |

## Jahreseinkommen
Die Jahresbezüge für die Kabinettsfunktionen waren zum Zeitpunkt der ersten Kabinettszusammensetzung wie folgt festgesetzt:
- Premierminister 43.000 Rand zuzüglich Aufwandsentschädigung in Höhe von 20.000 Rand
- Kabinettsmitglied 23.500 Rand zuzüglich Aufwandsentschädigung.[2]

## Kabinettszusammensetzung seit Mitte 1992
Die nachfolgende Tabelle stellt die Zusammensetzung des Kabinetts nach Quellenlage mit dem Stand vom 17. August 1992 dar.
| Geschäftsbereich | Minister                             | Vizeminister                                                                                       |
| --- | ------------------------------------ | -------------------------------------------------------------------------------------------------- |
| Staatspräsident der Republik Südafrika / State President of the Republic of South Africa                                          | Frederik Willem de Klerk, NP         | |
| Minister für Staatsangelegenheiten im Büro des Staatspräsidenten / Minister of State Affairs in the Office of the State President | Gerrit Viljoen, NP                   | für Nachrichtendienste / National Intelligence: Daniel Pieter Antoine Schutte, NP                  |
| Verwaltung und Tourismus / Administration and Tourism                                                                             | George Marais, NP                    | |
| Landwirtschaft / Agriculture | Kraai van Nierkerk, NP               | für Agriculture: Anthon Tobias Meyer                                                               |
| Verfassungsentwicklung und Kommunikation / Constitutional Development and Communications                                          | Roelof Petrus Meyer, NP              | für Constitutional Development: Jacobus Tertius Delport, NP                                        |
| Strafvollzug / Correctional Services                                                                                              | Adrian Johannes Vlok, (seit 1991) NP | |
| Verteidigung und Öffentliche Arbeiten / Defence and Public Works                                                                  | Eugene Louw, NP                      | für Defence: Wynand Nicolas Breytenbach, NP                                                        |
| Bildung und Berufsausbildung / Education and Training                                                                             | Samuel Johannes de Beer, NP          | |
| Finanzen, Handel, Industrie und wirtschaftliche Koordinierung / Finance, Trade, Industry and Economic Co-ordination               | Derek Lyle Keys, parteilos           | für Finance: Jacobus A. van Wyk für Finance: Theo G. Alant für Trade and Industry: D. de V. Graaff |
| Internationale Angelegenheiten / Foreign Affairs                                                                                  | Roelof Frederik Botha, NP            | für Foreign Affairs: Renier Stephanus Schoeman, NP Leon Wessels, (1989–1991) NP                    |
| Innere Angelegenheiten und Umwelt / Home Affairs and Environment                                                                  | Louis Alexander Pienaar, NP          | für Environment: Wynand Nicolas Breytenbach, NP                                                    |
| Justiz / Justice | Kobie Coetsee, NP                    | für Justice: Daniel Pieter Antoine Schutte, NP                                                     |
| Recht und Ordnung / Law and Order                                                                                                 | Hernus Kriel, NP                     | für Law and Order: Gert Myburgh                                                                    |
| Arbeitskräfte, Regionale Verwaltung und staatlicher Wohnungsbau / Manpower, Local Government and National Housing                 | Leon Wessels, NP                     | für Local Government and National Housing: Abraham Williams                                        |
| Bergbau und Energie / Mineral and Energy                                                                                          | George S. Bartlett                   | |
| Volksgesundheit / National Health                                                                                                 | Rina Venter, NP                      | für National Health: Renier Stephanus Schoeman, NP                                                 |
| Volksbildung / National Education                                                                                                 | Pieter Gabriel Marais                | für National Education: Abraham Williams                                                           |
| Öffentliche Unternehmen / Public Enterprises                                                                                      | Dawie de Villiers, NP                | |
| Regionalmaßnahmen und Landfragen / Regional Matters and Land Affairs                                                              | Willem Johannes de Villiers          | für Regional Matters: André Fourie für Land Affairs: Johannes Hendrikus Loedewyk Scheepers, NP     |
| Staatliche Investitionen / State Expenditure                                                                                      | Amie A. Venter                       | |
| Verkehr und Post und Telekommunikation / Transport and Posts and Telecommunications                                               | Piet J. Welgemoed                    | |
| Wasserangelegenheiten und Forsten / Water Affairs and Forestry                                                                    | Magnus Malan, NP                     | für Water Affairs and Forestry: Jacobus A. van Wyk                                                 |